# Helmut Fritzsche
Helmut Fritzsche (ur. 1923, data śmierci nieznana) – zbrodniarz hitlerowski, członek załogi niemieckiego obozu koncentracyjnego Flossenbürg i SS-Rottenführer.
Z zawodu rolnik. W czasie II wojny światowej pełnił służbę w Neu-Hirschtein, podobozie KL Flossenbürg. Był wartownikiem oraz strażnikiem odpowiedzialnym za obozowe psy strażnicze od października do grudnia 1943. Na przełomie października i listopada 1943 z obozu zbiegło dwóch więźniów narodowości włoskiej, których wkrótce schwytano. W pościgu brał udział między innymi Fritzsche. Następnego dnia brał on udział w rozstrzelaniu obu więźniów, z czego jednego esesmani poszczuli przed egzekucją psami. 
Amerykański Trybunał Wojskowy w Dachau osądził jego zbrodnie w procesie US vs. Helmut Fritzsche, który odbył się w dniach 30–31 października 1947. Skazany został on na 15 lat pozbawienia wolności.